# Centé segovià de 1633
El Centé segovià, és una moneda d'or espanyola que equivalia a 100 escuts, de la qual solament es van fabricar 7 peces; aquest centè es va encunyar l'any 1633, i és considerada la moneda d'or més gran de la història encunyada a tot Europa i una de les que ha obtingut un valor més alt en subhasta.

## Història
Aquest centè es va encunyar l'any 1633, i és considerat la moneda d'or més gran de la història encunyada a tot Europa, i la de més valor de les encunyades a tota la història monetària espanyola.
Es creu que a causa de l'exagerat valor de la moneda en la seva època, únicament s'utilitzava com a símbol de reconeixement o ostentació pública i per engrandir o premiar a alguns personatges de la noblesa castellana en temps de Felip d'Àustria (o Habsburg) (8 d'abril de 1605 - 17 de setembre de 1665), anomenat «El Gran» o el «Rei Planeta», va ser rei de Castella i de Lleó com a Felip IV, i III d'Aragó i de Portugal.
El dia 22 d'octubre de 2009, es va subhastar una d'aquestes peces a l'empresa especialitzada Aureo&Calicó, a l'Hotel Arts de Barcelona, que va ser adquirida per un comprador suís per un preu final de 500.000 euros, motiu pel qual s'ha considerat que és la moneda de col·lecció més cara.

## Característiques

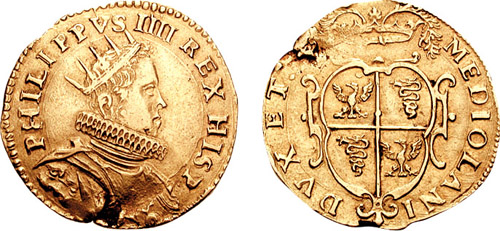
Ducat d'or encunyat durant el regnat de Felip IV de Castella

- Origen: Espanya, encunyada en 1633, en els tallers del Reial Enginy de Segòvia, edifici construït sobre un antic molí situat sobre el riu Eresma, que en 1586 va començar l'encunyació de moneda.
- Valor: 100 escuts.
- Tècnica: Encunyació.
- Material: or.
- Diàmetre: 7,15 centímetres.
- Pes: 339,35 grams.

## Centé conservat al Museu Arqueològic Nacional de Madrid
Una d'aquestes monedes pertany al Museu Arqueològic Nacional d'Espanya a Madrid, amb l'inventari número 108085.
La peça pertany a la col·lecció de monedes d'or espanyoles anomenada "Caballero de les Yndias", que es compon de 2.200 monedes que es van encunyar a Espanya.
Anteriorment el centè va pertànyer al Tomás Francisco Prieto, un numismàtic basc (que va viure a Cuba) al llarg de la seva vida, considerat el gravador de moneda més il·lustre del segle XVIII; després de la seva defunció el monarca Carles III va adquirir tota la seva col·lecció per al seu ús per part de la Casa de la Moneda de Madrid, encara que l'any 1842 la peça va ser donada al Museu de Medalles pertanyent a la Biblioteca Nacional, precursor de l'actual Museu Arqueològic Nacional d'Espanya.

### Exposicions
La moneda ha participat en diverses exposicions des que pertany a les col·leccions del Museu Arqueològic Nacional d'Espanya:
- De Gabinete a Museo. Tres siglos de Historia; Madrid (m): Museu Arqueològic Nacional, 1993, [Suermondt-Ludwig Museum]
- Tesoros del Gabinete Numismático. Las 100 mejores piezas del monetario del Museo Arqueológico Nacional; Madrid (m): Museu Arqueològic Nacional, 1999, [Suermondt-Ludwig Museum]
- El oro y la plata de las Indias en la época de los Austrias; Madrid (m) (Àrea Metropolitana de Madrid (comarca), Madrid (província): 1999, [Es va prestar la reproducció.]